# Duncan Campbell (Journalist, 1952)

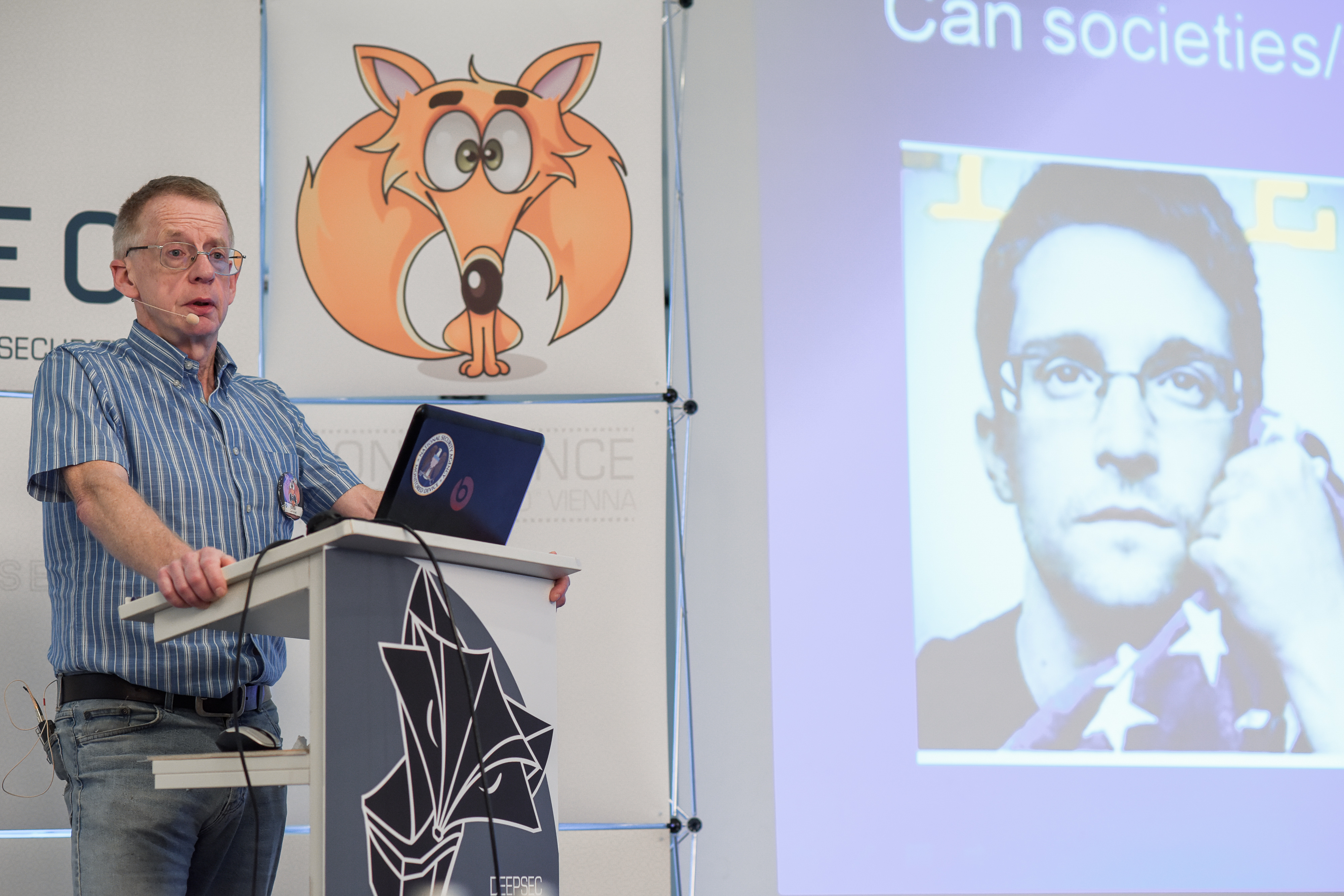
Campbell hält den Eröffnungsvortrag bei der unabhängigen Sicherheitskonferenz DeepSec, Wien 2015

Duncan Campbell (* 1952 in Glasgow) ist ein britischer investigativer Journalist. Durch seine Enthüllungen geheimdienstlicher Überwachungssysteme wie des Echelon-Programms wurde er in Großbritannien bekannt.

## Leben

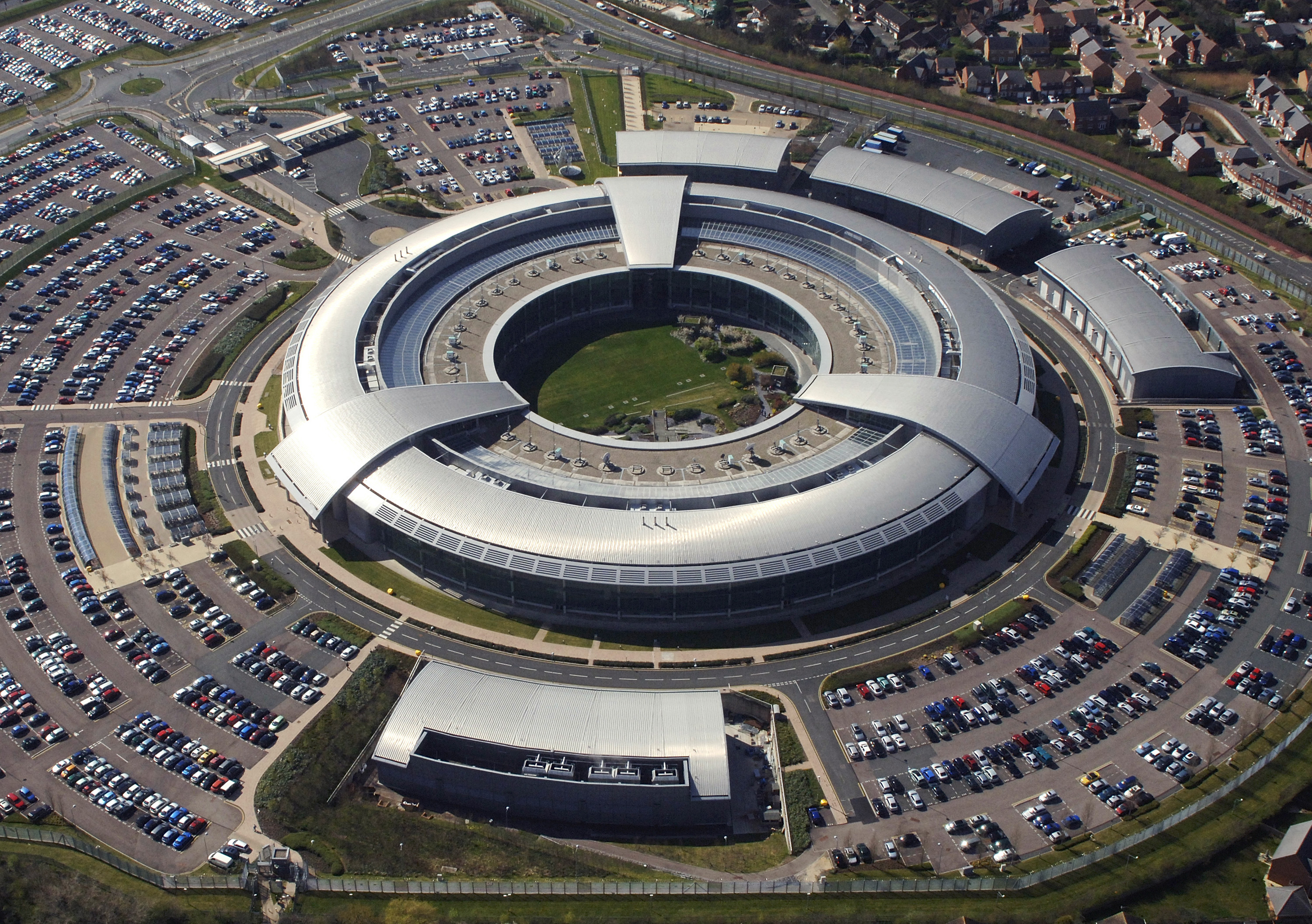
Neuer Hauptsitz des Government Communications Headquarters (GCHQ) in Cheltenham (seit 2003)

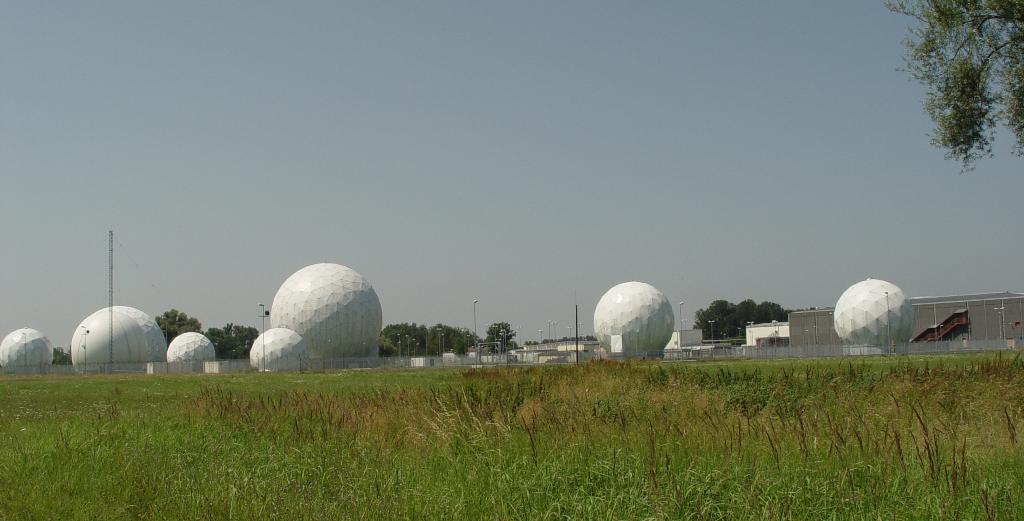
Echelon-Radarkuppeln der ehemaligen Bad Aibling Station in Bayern

Campbell wuchs im schottischen Dundee auf und besuchte die private High School of Dundee. An Naturwissenschaften interessiert, unterrichtete er bereits in seiner Schulzeit Programmiersprachen und programmierte selbst in wissenschaftlichen Computersprachen. Nach dem Schulabschluss erhielt er ein Stipendium für das Brasenose College in Oxford, an dem er 1973 in Physik mit bester Note abschloss. Seinen Masterabschluss machte er in Operations Research an der University of Sussex.

## Journalismus
Nach seinem Studium wurde Campbell Journalist des anarchosozialistischen Zeitung Brighton Voice. Daneben schrieb er Beiträge für den New Scientist und das Londoner Time Out Magazine. 1976 enthüllte Campbell in einer bahnbrechenden Time-out-Story die Existenz des Government Communications Headquarters (GCHQ), einer damals noch geheimen britischen Behörde für die Fernmeldeaufklärung. Sein Koautor, der US-Amerikaner Mark Hosenball, wurde 1977 aus Großbritannien ausgewiesen; seine Aufenthaltsgenehmigung war abgelaufen und wurde aus Gründen der nationalen Sicherheit nicht verlängert.
Campbell stand nun hingegen unter Überwachung des britischen Inlandsgeheimdienstes MI5. Nach einem Interview mit John Berry, einem ehemaligen Geheimdienstbeschäftigten, wurde Campbell und sein Kollege Crispin Aubrey sowie der Interviewte am 20. Februar 1977 auf Basis des britischen Geheimhaltungsgesetzes verhaftet. Im nach den Nachnamen der drei Angeklagten ABC Trial genannten Gerichtsverfahren erhielten alle drei jedoch nur geringfügige Strafen.
Im Jahr 1982 veröffentlichte Campbell das Buch War Plan UK – the Truth about Civil Defence in Britain, das die mangelnde Vorbereitung der britischen Regierung auf die Möglichkeit eines Nuklearkrieges zum öffentlichen Thema machte. 1988 deckte Campbell in einem Artikel im New Statesman die Existenz des Überwachungsprogramms Echelon auf.
1999 schrieb er für das Europäische Parlament einen Bericht über Communications Intelligence.
Zwischen 2005 und 2007 veröffentlichte Campbell Kritiken an dem Regierungsprogramm Operation Ore gegen Kinderpornographie. Er deckte auf, wie die Belastung durch Datenspuren im Netz gegen 7272 wegen Pädophilie angeklagten britischen Bürgern auf Unwahrheiten beruhte. Durch Campbells Veröffentlichung wurden Betroffene, wie Pete Townshend von The Who und Robert Del Naja von Massive Attack von allen Vorwürfen entlastet.

## Preise und Auszeichnungen
- 1989: Magazine Publishing Awards: Best Business Feature
- 1987: What The Papers Say Investigative Journalist of the Year
- 1987: Freedom of Information Campaign: Media Award
- 1983: Periodical Publishers’ Association: Specialist Writer of the Year
- 1980: Cobden Trust Award

## Sonstiges
- Gründungsmitglied des Stonewall (die bekannteste und bedeutendste Organisation von Lesben, Schwulen und Bisexuellen im Vereinigten Königreich)[5][6]
- Gründungsmitglied des International Consortium of Investigative Journalists
- 1981 als Rektor der University of Aberdeen nominiert
- Berater der Labour Party für Sicherheit und Verteidigung (1979–1983)
- Verleger des New Statesman (1990–1994)
- Senior Research Fellow, Electronic Privacy Information Center, Washington, D.C., 1999–2000
- Fellow der Royal Society of Arts

## Veröffentlichungen
- GCHQ And Me – My Life Unmasking UK Eavesdroppers, The Intercept, 3. August 2015.
- Colonialism: A Secret Plan for Dictatorship New Statesman, 12 December 1980.
- Big Brother is Listening: Phone Tappers and the Security State. New Statesman Report 2, 1981.
- War Plan UK: The Truth about Civil Defence in Britain Burnett Books,  1982, ISBN 0-09-150670-0.
- The Unsinkable Aircraft Carrier: American Military Power in Britain, 1984. ISBN 0-7181-2289-5